# National Journal
Le  National Journal est un magazine hebdomadaire américain qui traite de l'environnement politique et des nouvelles tendances qui y apparaissent. Il a été publié pour la première fois en 1969 et fait maintenant partie du National Journal Group, une division d'Atlantic Media (en) Company. Il a été racheté par David G. Bradley en 1997.
Le magazine a été créé par Thomas N. Schroth (en), après avoir été licencié de son poste de rédacteur au Congressional Quarterly (CQ), avec beaucoup de membres de l'équipe de CQ qui ont fait défection pour rejoindre le nouveau magazine.
National Journal s'adresse à un public initié de Washington. Il est principalement lu par les membres du Congrès, les équipes travaillant sur Capitol Hill, l'exécutif américain, les think tank, les journalistes politiques et les lobbyistes. Le journal n'est disponible que sur abonnement.
Parmi les contributeurs, on peut citer :
- Richard E. Cohen
- Charlie Cook
- Clive Crook
- Jonathan Rauch
- Stuart Taylor Jr.